# Erodium malacoides
Espèce
Synonymes
- Erodion malachoideum (L.) St.-Lag.[1]
- Erodium althaeoides Jord.[1]
- Erodium glabellum Delile[1]
- Erodium malacoides f. brevirostre Maire & Sam.[1]
- Geranium malacoides L.[1] [2]

Erodium malacoides, Bec-de-grue à feuille de Mauve, est une espèce de plantes herbacées méditerranéennes de la famille des Geraniaceae.

## Biologie
Erodium malacoides est une plante annuelle ou bisannuelle.
La floraison a lieu d'avril à septembre.

## Liste des variétés et sous-espèces
Selon Tropicos (16 avril 2019) (Attention liste brute contenant possiblement des synonymes) :
- sous-espèce Erodium malacoides subsp. malacoides
- sous-espèce Erodium malacoides subsp. aragonense (Loscos) O. Bolòs & Vigo
- sous-espèce Erodium malacoides subsp. brevirostre (Maire & Sam.) Guitt.
- sous-espèce Erodium malacoides subsp. floribundum (Batt.) Batt.
- variété Erodium malacoides var. floribundum Batt.
- variété Erodium malacoides var. garamantum Maire
- variété Erodium malacoides var. malacoides
- variété Erodium malacoides var. ribifolium DC.